# Unrein
Unrein (ted. Impuro) è il quinto album del gruppo tedesco OOMPH!.

La copertina un feto color rosso con il pollice rivolto verso il basso.

## Tracce
1. Mutters Schoß
2. Unsere Rettung
3. Die Maske
4. My Hell
5. Gekreuzigt
6. Zero Endorphine
7. Willst Du Mein Leben Entern?
8. (Why I'll Never Be) Clean Again
9. Unrein
10. Anniversary
11. Foil
12. Bastard
13. Another Disease
14. Meine Wunden